# Kenny Morris
Kenny Morris (* 1957 in Essex) ist britischer Künstler und Musiker.
Morris wurde in Essex als Sohn irischstämmiger Eltern geboren und lebte ab 1973 in London. Er studierte Kunst am Barnet College of Further Education und der Camberwell School of Arts and Crafts. 1977 wurde er Schlagzeuger bei Siouxsie and the Banshees, wo er den als Bassist zu den Sex Pistols wechselnden Sid Vicious ablöste. Morris war bei der Einspielung der ersten beiden Siouxsie-Alben The Scream und Join Hands sowie bei verschiedenen Peel Sessions beteiligt, verließ aber bereits 1979 kurz vor dem Auftakt der Join Hands-Tour die Band.
In der Folgezeit widmete er sich zunächst seinem Studium. 1986 war er mit Filmarbeiten u. a. bei den Internationalen Filmfestspielen Berlin zu sehen. 1987 veröffentlichte er die Maxisingle "La main morte" auf Temple Records, die Musik zu zwei Filmen, darunter einer über Auguste Rodin enthielt, jedoch nur in geringer Stückzahl erschien. 1993 zog er nach Kildare in Irland.